# Soester Anzeiger
Le Soester Anzeiger est un quotidien régional allemand publié par Jahn Verlag GmbH. Surtout lu dans la région de Soest en tant que déclinaison locale du quotidien régional Westfälischer Anzeiger (de), il est également expédié par la poste dans toute l'Allemagne.